# I. Sunifred barcelonai gróf
I. Sunifred (ur. 834–848) több grófság grófja a mai Franciaország déli részén:
- Urgell és Cerdanya grófja (834–848),
- Osona, Besalú, Girona, Narbonne, Agde, Béziers, Lodève, Melgueil, Conflent és Nîmes grófja (844–848)

## Élete, uralkodása
Nem tudni, mikor született, csak azt, hogy Belló carcassonne-i grófnak volt családtagja:
- kisebbségi vélemény szerint fia;
- többségi vélemény szerint veje.

Ha Belló fia volt, akkor legalább három bátyja állt előtte az örökösödési sorban; ha veje, akkor végképp semmi esélye nem lehetett komolyabb birtok öröklésére. Életének nagy pillanata akkor jött el, amikor I. Galíndo Aznárez, Urgell és Cerdanya grófja Lothár felkelését kihasználva 833-ban addigi birtokai mellé elhódította Pallars és Ribagorza grófságokat is, Jámbor Lajos császár pedig 834-ben Sunifredet bízta meg az elbitorolt grófságok visszafoglalásával; egyúttal őt nevezte ki e területek grófjaivá. Ezek a címei egy ideig többé-kevésbé formálisak maradtak: Cerdanyát ugyan már 835-ben sikerült elhódítania, Urgellt azonban csak 838-ban. Nagyjából ekkorra foglalta el Septimaniai Bernát segítségével Pallarsot és Ribagorzát is.
842-ben a Córdobai Emirátus nagyobb offenzívát indított a Pireneusok visszafoglalására. Elfoglalták egyebek közt Cerdanyát is, ám Sunifred csapatai végül visszaverték őket. Ez igen megnövelte a gróf respektusát és 844-ben, Septimaniai Bernát kegyvesztése, majd kivégzése után Kopasz Károly Sunifrednek adta a Bernáttól elkobzott címeket és birtokokat. Ugyanebben az évben II. Berà halálával megörökölte Conflent grófságot is.
Septimaniai Bernát felkelését fia, a tehetséges hadvezér Vilmos folytatta. 844. június 14-én Angoumois mellett Pipin Vilmos csapatai súlyos vereséget mértek Kopasz Károly hadaira, és ő a délvidéken hosszabb időre elveszítette a hadászati kezdeményezést. Vilmos ezután hozzálátott, hogy visszaszerezze apja birtokait Sunifredtől, akit sógora (bátyja?) Sunyer, Empúries és Roussillon grófja támogatott. Arról hogy mi történt, megoszlanak a vélemények:
- az egyik álláspont szerint Vilmos fényes győzelmet aratott a két gróf csapatain; a harcban Sunifer és Sunyer is elesett;
- a másik álláspont szerint Sunifer természetes halállal halt meg, és ezután Vilmos ellenállás nélkül bevonult Barcelonába.

## Családja, utódai
Ermesende nevű feleségétől született gyermekei közül háromról tudunk:
- Szőrös Wilfred Barcelona grófjaként korának egyik legtekintélyesebb főura lett;
- Radulf Besalú grófságot szerezte meg, de 912-ben leváltották tisztéből;
- Miró (Idősb Miró) Conflent és Roussillon grófja lett.

## Fordítás
- Ez a szócikk részben vagy egészben  a   Sunifred, Count of Barcelona című angol Wikipédia-szócikk ezen változatának fordításán alapul.  Az eredeti cikk szerkesztőit annak laptörténete sorolja fel. Ez a jelzés csupán a megfogalmazás eredetét és a szerzői jogokat jelzi, nem szolgál a cikkben szereplő információk forrásmegjelöléseként.
- Ez a szócikk részben vagy egészben  a   William of Septimania című angol Wikipédia-szócikk ezen változatának fordításán alapul.  Az eredeti cikk szerkesztőit annak laptörténete sorolja fel. Ez a jelzés csupán a megfogalmazás eredetét és a szerzői jogokat jelzi, nem szolgál a cikkben szereplő információk forrásmegjelöléseként.